# Jermu Laine
Jermu Tapani Laine (né le 17 septembre 1931 à Turku ) est un homme politique finlandais,,. 

## Biographie
Jermu Laine est juriste de formation et varatuomari.
De 1955 à 1965,  il travaille au ministère du Commerce et de l'Industrie,.
En 1957, il est stagiaire au secrétariat du GATT à Genève.
En 1960, il poursuit un troisième cycle en droit à l'université de Pennsylvanie grâce à une bourse de la Fondation Ford.
De 1965 à 1969, il enseigne le droit à l'école de commerce de Valkeakoski.
De 1969 à 1978, il est recteur de l'école de commerce de Mänttä. 
De 1987 à 1994, il est directeur général de la direction des douanes 
De 1972 à 1973, il est secrétaire politique du Premier ministre.

## Carrière politique
Jermu Laine est député SDP de la circonscription du Nord du Häme du 27 septembre 1975 au 20 mars 1987.
Jermu Laine est vice-Ministre des affaires étrangères des gouvernements Sorsa I (05.05.1973–12.06.1975) et Sorsa IV (06.05.1983–29.04.1987), vice-ministre des Affaires économiques  des gouvernements Sorsa I (05.05.1973–12.06.1975) et Sorsa IV (06.05.1983–29.04.1987) ainsi que vice-ministre des Finances du gouvernement Sorsa III (15.09.1982–05.05.1983),.